# Harold Muller
Harold Muller (Estados Unidos, 12 de junio de 1901-Berkeley (California), Estados Unidos, 17 de mayo de 1962) fue un atleta estadounidense, especialista en la prueba de salto de altura en la que llegó a ser subcampeón olímpico en 1920.

## Carrera deportiva
En los JJ. OO. de Amberes 1920 ganó la medalla de plata en el salto de altura, con un salto por encima de 1.90 metros, siendo superado por el también estadounidense Richmond Landon que batió el récord olímpico con 1.936 metros, y por delante del sueco Bo Ecklund (bronce).